# Pécsely
Pécsely là một thị trấn thuộc hạt Veszprém, Hungary. Thị trấn này có diện tích 20,01 km², dân số năm 2010 là 535 người, mật độ 27 người/km².